# Kiyou Shimizu
Pour les articles homonymes, voir Shimizu.
Kiyou Shimizu (清水 希容, Shimizu Kiyō), née le 7 décembre 1993, est une karatéka japonaise, surtout connue pour sa victoire au championnat du monde de karaté de 2014 et 2016. 

## Historique
En 2014, plusieurs similitudes sont à remarquer avec sa compatriote Rika Usami. Elles ont toutes les deux gagné les jeux asiatiques et le championnat du monde. Elles ont gagné cette compétition en exécutant le même kata (Chatanyara Kushanku). Et, enfin, elles ont battu la même personne en finale, Sandy Scordo.
En 2016, elle est à nouveau médaille d'or.
En 2018, elle obtient la médaille d'argent en exécutant à nouveau le kata Chatanyara Kushanku, battue en finale par Sandra Sánchez.

## Palmarès

### Aux Jeux asiatiques
| Résultat      | Date | Épreuve         | Catégorie | Compétition             | Ville hôte              |
| ------------- | ---- | --------------- | --------- | ----------------------- | ----------------------- |
| Médaille d'or | 2014 | Kata individuel | Seniors   | Jeux asiatiques de 2014 | Incheon en Corée du Sud |

### Aux Championnats du monde
| Résultat          | Date | Épreuve         | Catégorie | Compétition                | Ville hôte          |
| ----------------- | ---- | --------------- | --------- | -------------------------- | ------------------- |
| Médaille d'or     | 2014 | Kata individuel | Seniors   | Championnats du monde 2014 | Brême, en Allemagne |
| Médaille d'or     | 2016 | Kata individuel | Seniors   | Championnats du monde 2016 | Linz, en Autriche   |
| Médaille d'argent | 2018 | Kata individuel | Seniors   | Championnats du monde 2018 | Madrid, en Espagne  |